# Delphinium nanum
Delphinium nanum — вид рослин родини жовтецеві (Ranunculaceae).

## Морфологія
Стебла 20–110 см, розгалужене, з довгим, тонким гіллям. Прикореневе листя. Суцвіття з 2–10 темних синьо-фіолетових квітів. Пелюстки 7–9(10) мм. Фолікули (6)8–10 мм, з 4–8 насінням. Насіння 1.3–1.5(1.7) мм. 2n = 16.

## Поширення, біологія
Населяє південь Піренейського півострова, Сицилію, північ Африки. Росте на піщаній береговій лінії.
Цвітіння і плодоношення з червня по листопад.